# 東寶艾倫
東寶艾倫（日语：トーホウアラン），是日本純種競賽馬匹。生涯活躍於中距離賽事，曾勝出2006年京都新聞盃及中日新聞盃，另於2008年勝出京都大賞典。

## 出賽前
2003年4月16日出生於北海道三石町（今新日高町）前川正美牧場，成長途中被馬主公司東豐物產購入。
其後交由栗東訓練中心練馬師藤原英昭訓練。

## 競賽生涯

### 3歲
2006年1月8日出戰3歲新馬戰，比賽初段一直維持於第二的位置，進入直路後隨即加速將領放馬超越，後續維持走勢下以2 1/2馬位優勢取得勝利。
其後出戰非洲堇賞，於第六的位置穩步推進下於最後彎道開始發力透出，進入直路後瞬間加速並彈離後方對手，最終以3 1/2馬位大勝。
3月19日挑戰春季錦標，然而比賽途中採取變奏戰術上前過早消耗體力，最終於直路力弱後退以第十落敗。
調整過後於5月出戰京都新聞盃，賽前取得第三人氣。比賽開始後，其以主動的姿態取位並進佔先頭第二的位置，於比賽前半段一直跟隨Ceres K前進。通過最後彎道準備進入直路時，其發力超越逐漸失速的對手取得領先，於直路上繼續加速衝刺下成功壓制身後的Aperitif，率先衝線取得首個分級賽冠軍。
其後按照計劃出戰東京優駿（日本打吡），繼續採取先行戰術逐步推進，然而於直路上未能保持走勢下以第九大敗。
打吡後，其於馬房調整被發現右腳第三掌骨骨折，因而訓練日程放緩。
進入秋季後，其以選擇直走菊花賞，然而狀態未完全回復加上調整不足，其無法於比賽中發揮表現，最終僅跑獲第八。
年末，其以中日新聞盃作為目標，出閘後選擇於中團靠後位置逐步推進，於比賽途中未有太大的動作。進入直路後，其隨即於中檔位置展開加速並順利突破，於中段進入全速狀態下逐漸迫近前方，最終以鼻位優勢壓贏太陽祭取得第二個分級賽冠軍。
然而賽後，其腳部再度出現不適的狀況並進入休養，直接跳過4歲生涯。

### 5歲
2008年2月復出出戰時隔1年2個月的賽事白富士錦標，選擇前置戰術下因為直路衝刺過於均速僅跑獲第六，其後的中京紀念亦以第九落敗。
4月其雖然於澳洲盃中成功從中團突破取得第三的戰績，但6月出戰葉森盃時再度因為在直路力弱失速以而第七落敗。
進入秋季，其以朝日挑戰盃作為熱身戰，比賽開始後一直處於第二的位置，於直路上雖然能超越領放馬Nirvana，但無法抵擋勢頭凌厲的夢之旅下以取得亞軍。
10月12日出戰京都大賞典，比賽初段稍為放慢節奏保持於中團位置，並一直嚮應騎師鮫島良太的指揮穩定走勢，於最後彎道才逐步移出外檔望空。進入直路後，其隨即加速啟動上前，最終跑出優秀的末腳速度下壓制Admire Jupiter、尊皇及眼福等一眾強敵取得勝利。
其後乘勢挑戰一級賽並以日本盃作為目標，可惜於比賽途中不斷墮後，於直路上亦未能加速重新上前，最終以第十大敗。
日本盃後，其再度進入長期休養。

### 6歲
2009年上半年仍然處於休養狀態，直至9月12日才復出出戰朝日挑戰盃。比賽開始後，其進佔中團內欄位置穩定推進，於最後彎道時稍為突圍加速，可惜最終未能於直路壓制北國隊長及Break Run Out，落後對手下以第三完賽。
其後出戰京都大賞典嘗試挑戰連霸，但於直路失速下以第八落敗，其後增程出戰阿根廷共和國盃亦未能做出突破，僅跑獲第九的戰績。
完成以上賽事後，其第三度進入長期休養，並跳過7歲生涯。

### 8歲
2011年4月3日復出出戰產經大阪盃，然而狀態經已下滑下僅取得第十二。
夏季調整過後出戰小倉紀念，最終以第十六的戰績完賽。
其後，陣營認為其經已無法繼續做出突破，遂安排其退役並於8月4日取消日本中央競馬會的賽駒註冊。

### 詳細賽績
| 日期       | 舉辦國家 | 馬場 | 距離   | 級別 | 賽事名稱       | 負重 | 騎師     | 馬號 | 出馬 | 名次 | 時間   | 頭馬（二馬）     |
| ---------- | -------- | ---- | ------ | ---- | -------------- | ---- | -------- | ---- | ---- | ---- | ------ | ---------------- |
| 8/1/2006   | 日本     | 京都 | 草2000 |      | 3歲新馬        | 56   | 藤田伸二 | 8    | 10   | 1    | 2:05.8 | （Meiner Spada） |
| 11/2/2006  | 日本     | 東京 | 草2000 |      | 非洲堇賞       | 56   | 藤田伸二 | 10   | 10   | 1    | 2:01.4 | （逐鹿沙場）     |
| 19/3/2006  | 日本     | 中山 | 草1800 | GII  | 春季錦標       | 56   | 藤田伸二 | 13   | 16   | 10   | 1:50.0 | 名將森遜         |
| 6/5/2006   | 日本     | 京都 | 草2200 | GII  | 京都新聞杯     | 56   | 藤田伸二 | 5    | 10   | 1    | 2:14.8 | （Aperitif）     |
| 28/5/2006  | 日本     | 東京 | 草2400 | GI   | 東京優駿       | 57   | 藤田伸二 | 5    | 18   | 9    | 2:29.2 | 名將森遜         |
| 22/10/2006 | 日本     | 京都 | 草3000 | GI   | 菊花賞         | 57   | 藤田伸二 | 1    | 18   | 8    | 3:03.8 | 風之歌           |
| 22/10/2006 | 日本     | 中京 | 草2000 | GIII | 中日新聞盃     | 55   | 李慕華   | 1    | 13   | 1    | 1:57.8 | （太陽祭）       |
| 3/12/2006  | 日本     | 東京 | 草2000 | OP   | 白富士錦標     | 56   | 藤田伸二 | 14   | 14   | 5    | 2:00.9 | Yoichi South     |
| 9/2/2008   | 日本     | 中京 | 草2000 | GIII | 中京紀念       | 57   | 小牧太   | 1    | 18   | 9    | 1:58.8 | 好運卡達         |
| 9/3/2008   | 日本     | 京都 | 草1800 | OP   | 澳洲盃         | 56   | 藤田伸二 | 11   | 15   | 3    | 1:47.7 | 海猿             |
| 26/4/2008  | 日本     | 東京 | 草1800 | GIII | 葉森盃         | 56   | 藤田伸二 | 11   | 18   | 7    | 1:46.5 | Sunrise Max      |
| 15/6/2008  | 日本     | 阪神 | 草2000 | GIII | 朝日挑戰盃     | 56   | 岩田康誠 | 8    | 13   | 2    | 1:58.6 | 夢之旅           |
| 12/10/2008 | 日本     | 京都 | 草2400 | GII  | 京都大賞典     | 57   | 鮫島良太 | 5    | 10   | 1    | 2:26.9 | 尊皇             |
| 30/11/2008 | 日本     | 東京 | 草2400 | GI   | 日本盃         | 57   | 藤田伸二 | 8    | 17   | 10   | 2:26.2 | 銀幕英雄         |
| 12/9/2009  | 日本     | 阪神 | 草2000 | GIII | 朝日挑戰盃     | 57   | 鮫島良太 | 8    | 16   | 3    | 2:00.3 | 北國隊長         |
| 11/10/2009 | 日本     | 京都 | 草2400 | GII  | 京都大賞典     | 58   | 鮫島良太 | 14   | 14   | 8    | 2:25.1 | 功夫巨星         |
| 8/11/2009  | 日本     | 東京 | 草2500 | GII  | 阿根廷共和國盃 | 57.5 | 鮫島良太 | 7    | 18   | 9    | 2:31.7 | Miyabi Ranveli   |
| 3/4/2011   | 日本     | 阪神 | 草2000 | GII  | 產經大阪盃     | 57   | 岩田康誠 | 6    | 15   | 12   | 1:59.5 | 萬千寵愛         |
| 31/7/2011  | 日本     | 小倉 | 草2000 | GIII | 小倉紀念       | 57   | 鮫島良太 | 10   | 18   | 16   | 1:59.1 | Italian Red      |

## 退役後
退役後，東寶艾倫並未入種，而是於岡山縣真庭市蒜山馬匹公園休養，在2011年成為乘騎馬使用。
其後被轉移至兵庫縣加古川市Crane加古川，繼續作為乘騎馬工作。

## 血統簡介
父系夜舞爲日本賽駒，生涯戰績優秀，曾勝出一級賽菊花賞。祖父週日寧靜是美國三冠賽雙冠馬，退役後在日本配種，在日本馬壇相當成功，贏得多項分級賽事，其子嗣贏得巨額獎金，連續12年成為日本冠軍種馬。
母系Hidden Dance為美國馬匹，生涯無出賽記錄。外祖父雷里耶夫爲加拿大著名種馬北地舞人子嗣，由於自身配種成績亦非常優秀，現已經確立成一支獨立的種馬系統。

### 血統表
| 父線：週日寧靜系（Halo系）                                                            |                             |                |                 |
| 種馬 夜舞 1993年（棗色）                                                              | 週日寧靜 1986年（棕色）     | Halo           | Hail to Reason  |
| 種馬 夜舞 1993年（棗色）                                                              | 週日寧靜 1986年（棕色）     | Halo           | Cosmah          |
| 種馬 夜舞 1993年（棗色）                                                              | 週日寧靜 1986年（棕色）     | Wishing Well   | Understanding   |
| 種馬 夜舞 1993年（棗色）                                                              | 週日寧靜 1986年（棕色）     | Wishing Well   | Mountain Flower |
| 種馬 夜舞 1993年（棗色）                                                              | Dancing Key 1983年（棗色）  | 尼真斯基       | 北地舞人        |
| 種馬 夜舞 1993年（棗色）                                                              | Dancing Key 1983年（棗色）  | 尼真斯基       | Flaming Page    |
| 種馬 夜舞 1993年（棗色）                                                              | Dancing Key 1983年（棗色）  | Key Partner    | Key to the Mint |
| 種馬 夜舞 1993年（棗色）                                                              | Dancing Key 1983年（棗色）  | Key Partner    | Native Partner  |
| 繁殖雌馬 Hidden Dance 1993年（深棗色）                                                | 雷利耶夫 1977年（棗色）     | 北地舞人       | Nearctic        |
| 繁殖雌馬 Hidden Dance 1993年（深棗色）                                                | 雷利耶夫 1977年（棗色）     | 北地舞人       | Naltama         |
| 繁殖雌馬 Hidden Dance 1993年（深棗色）                                                | 雷利耶夫 1977年（棗色）     | Special        | Forli           |
| 繁殖雌馬 Hidden Dance 1993年（深棗色）                                                | 雷利耶夫 1977年（棗色）     | Special        | Thong           |
| 繁殖雌馬 Hidden Dance 1993年（深棗色）                                                | Hidden Light 1983年（棗色） | Majestic Light | Majestic Prince |
| 繁殖雌馬 Hidden Dance 1993年（深棗色）                                                | Hidden Light 1983年（棗色） | Majestic Light | Irradiate       |
| 繁殖雌馬 Hidden Dance 1993年（深棗色）                                                | Hidden Light 1983年（棗色） | Tallahto       | Nantallah       |
| 繁殖雌馬 Hidden Dance 1993年（深棗色）                                                | Hidden Light 1983年（棗色） | Tallahto       | Legato          |
| 雌系：Vagrancy系（號族：13-c）                                                        |                             |                |                 |
| 五代內近親交配：Northern Dancer 4×3、Nantallah 5×4、Almahmoud 5×5、Raise a Native 5×5 |                             |                |                 |

## 命名由來
名字中，Toho（トーホウ）為馬主東豐物產冠名，出自其公司名字，香港取同音的「東寶」作為翻譯，Alan（アラン）就是歐美常見男性名字，香港採音譯「艾倫」。

## 外部連結
- 東寶艾倫 netkeiba.com
- 血統表 （页面存档备份，存于）